# Huck Finn
Huck Finn ist ein Comicroman von Olivia Vieweg aus dem Jahr 2013. Die Kolorierung der Adaption von Mark Twains Roman Die Abenteuer des Huckleberry Finn übernahm zum Teil Ines Korth.

## Entstehung und Veröffentlichung
2011 startete der Suhrkamp Verlag eine von Andreas Platthaus kuratierte neuen Graphic-Novel-Schiene mit Nicolas Mahlers Adaption von Thomas Bernhards Roman Alte Meister. Vorgabe war hierfür die Umsetzung von Werken aus dem eigenen Programm als Comic. Olivia Vieweg empfahl sich für das Projekt, da sie bereits zuvor ihre Diplomarbeit an der Bauhaus-Universität Weimar, den Comic Endzeit, an Platthaus geschickt hatte. Nach Anfrage entschied sie sich für Huckleberry Finn, obwohl ihr Der Zauberer von Oz ebenfalls zugesagt hätte. Sie fertigte einige Probeseiten an und wurde nach einem Termin im Verlag im Februar 2012 verpflichtet.
Olivia Vieweg war mit dem Stoff zuvor nur aufgrund einer Anime-Fernsehserie aus den 1970er- bis 90er-Jahren vertraut. Zur Vorbereitung las sie den Roman, um die Handlung besser zu behalten, in mehreren Etappen und entschied während eines Griechenlandurlaubs, welche Episoden sie daraus umsetzten will. Vieweg modernisierte die Handlung und verlegte sie an die Saale. Dies war ihr wichtig, um ihre Recherche nicht nur auf Bücher zu beschränken. Auf ihren Blog dokumentierte sie einen Ausflug nach Halle, den sie dafür unternahm. Sie mochte „den Klang von ‚Halle an der Saale‘ [und auch] die schönen Kontraste der malerischen Natur und der angeranzten Plattenbaugebieten“. Dem MDR gegenüber meinte sie, dass sie den Auftrag abgelehnt hätte, wenn Suhrkamp dieser Übertragung des Sujets nicht stattgegeben hätte. Vorbereitung und Umsetzung erfolgte 2012 fast das ganze Jahr über, wobei sie parallel auch als Illustratorin  der Kinderbuchreihe Vampirinternat Schloss Schauerfels und Coloristin der Comicserie Silberpfeil tätig war. Konträr dazu erstellte Ines Korth aus Düsseldorf einen Großteil der Kolorierung von Huck Finn.
Der Band erschien im Mai 2013. Vermarktet wird er als „Die (sic) Graphic-Novel“. Olivia Vieweg ist dieser Begriff im Grunde egal, und sie steht auch dazu, da er neuen Lesern den Zugang erleichtert. Sie zieht Vergleiche zu Marketingausdrücken wie „Fragrance“ für Parfüm oder „Blockbuster“ für Film, meint aber auch, dass Huck Finn „natürlich ein Comic ist und bleibt“. Im Juni 2014 erschien eine Übersetzung ins Spanische.

## Handlung
Die Handlung folgt in groben Zügen und im Detail teilweise auch recht genau jener der Vorlage. Lediglich die Episoden, die unter Der Herzog und der König und Jims Flucht beschrieben sind, sind komplett gestrichen. Die Geschichte beginnt in der realen Stadt Halle an der Saale und spielt 2013. Im Prolog haben Tom und „seine Jungs“ beschlossen eine Bande zu bilden. Bei Bier und selbstgedrehten Zigaretten ergeht man sich in Gewaltphantasien über die zu begehenden Verbrechen und beschließt, dass jeder, der der Bande beitreten will, sich bereit erklären muss, dass seine Familie im Falle des Verrats von den anderen „abgemurkst“ wird. Da Huck Finn niemanden hat, durch den man seine Loyalität erpressen könnte, kann er nicht aufgenommen werden. Ihm gehen die Kindereien aber ohnehin auf die Nerven und er verabschiedet sich.
Huck wurde nach dem Tod seiner Mutter dem alkoholkranken Vater vom Sozialamt entzogen und zu einer Witwe in Pflege gegeben. Beim Flanieren durch Halle erleichtert er vor dem Bordell „Mississippi“ seine Blase und wird von der staatenlosen 19-jährigen asiatischen Prostituierten Jin zurechtgewiesen. Doch ihr Zuhälter Maik scheucht sie unsanft zu einem Freier. Huck wird wenig später von seinem Vater aufgegriffen, der kurzzeitig abstinent ist. Er entführt Huck, um ihn seinen Vorstellungen nach zu erziehen, was Huck zunächst gefällt. Bald beginnt der Vater jedoch wieder zu trinken und sperrt Huck gegen seinen Willen in eine Hütte ein. Huck entkommt und täuscht mit dem Blut einer toten Katze einen Mord an ihm vor, um dem Vater zu suggerieren, dass es keinen Sinn mehr habe, ihm nachzustellen.
Mit einem gefundenen Floß treibt er die Saale hinab und kampiert auf einer Insel. Dort trifft er auf Jin, die von ihrem Zuhälter weggelaufen ist, weil er sie nach Köln verkaufen wollte, wo ihr Leben noch härter gewesen wäre. Jin befürchtet, dass Maik eine Belohnung auf sie ausgeschrieben hat und sie gesucht wird. Huck erkundet Maiks Stammlokal und kann das bestätigen. Gemeinsam planen sie, sich von der Saale in die Elbe treiben zu lassen bis nach Hamburg, wo Jins Schwester lebt. Eines Morgens, während Jin schläft, trifft Huck auf zwei von Maik entsandte Kopfgeldjäger. Kurz überlegt er, Jin zu verraten, entscheidet sich dann jedoch dagegen und täuscht eine ansteckende Krankheit vor. Deshalb geben sie ihm sogar etwas Geld für einen Arzt.
Huck und Jin setzen ihre Floßfahrt in der Nacht fort und werden dabei von einem Fährschiff gerammt. Das Floß wird zerstört, die beiden können sich zum Ufer retten und finden durchnässt Aufnahme bei der anscheinend netten Familie Krüger. Huck fühlt sich sofort wohl, während Jin spürt, dass etwas in der Luft liegt und zudem vom Vater der Sippe betatscht wird. Sie beschließt, sich um die Reparatur des Floßes zu kümmern. Die Krügers befinden sich seit 30 Jahren in einer blutigen Fehde mit der Familie der Schäfers. Bei einer Veranstaltung im Kindergarten, in der alle dazu angehalten sind, freundlich zu sein, brodelt es zwischen den beiden Vätern der Sippen. Als ein verliebtes Teenagerpärchen beider Familien gemeinsam durchbrennt, eskaliert der Streit. Selbst Benny Krüger, der etwa gleichalt wie Huck und mit diesem befreundet war, wird in der Folge getötet. Jin hat indes das Floß repariert, gemeinsam setzen sie die Reise fort.
Infolgedessen lösen sich die restlichen Probleme wie von selbst. Von den „freundlichen Kopfgeldjägern“ erfahren Jin und Huck, dass Maik mit einer großen Menge Kokain festgenommen wurde. Jin hat bereits vor einiger Zeit in der Zeitung gelesen, dass Hucks Vater gestorben ist und beichtet ihm das. Er nimmt es gefasst auf. Gemeinsam ziehen sie wieder nach Halle und Huck ruft Tom am Mobiltelefon an.

## Rezeption
Laut Jan Leichsenring (literaturkritik.de) liegt die Stärke der Erzählung darin, „die Gegenwärtigkeit dieses Stoffs hervorzuheben, ohne den Plot zu entschärfen oder für eine jüngere Zielgruppe zurecht zu stutzen.“ Viewegs Huck Finn „eröffnet einen neuen Blick auf die Romanvorlage, funktioniert aber auch tadellos als eigenständiges Werk“, „könnte ebenso gut schon immer ein Comic und nichts anderes gewesen sein.“ Auch für Verena Fischer-Zernin vom Hamburger Abendblatt geht die Modernisierung des Sujets „auf spielerische Weise erstaunlich gut auf“. Lediglich die Episode mit der Familienfehde findet sie, trotz teilweise treffend ausgearbeiteter Figuren, „nicht hinreichend plausibel“ adaptiert. Sebastian Hammelehle meint auf Spiegel Online, dass dies „zumindest nicht stört“. Er sieht besonders die „undogmatischen, antipädagogischen und dabei umso humaneren Haltung“ von Twains Roman gelungen umgesetzt. Frank Neubauer schließt sich dem in seiner Kritik für das Zack-Magazin im Wesentlichen an. Mit seinen Worten arbeitet Vieweg „Twains Gesellschaftskritik geschickt mit ein. […] Fast könnte man meinen, unsere Gesellschaft habe sich in den knapp 130 Jahren […] kaum verändert.“
Hammelehle empfindet den Zeichenstil als „eigenständig, warmherzig, sehr atmosphärisch und derart lässig, dass man in die Geschichte ebenso schnell eintaucht wie Finn in die Saale“. Er lobt zudem die Mimik der Figuren, die laut Fischer-Zernin „der Manga-erprobten Zeichnerin“ mit wenigen Strichen gelingt. Was sie als „Schönheit der Natur, der auch eine Shampooflasche im Fluss und Windräder am Horizont nichts anhaben können“ umschreibt, hat für Leichsenring auch unheimliche und unwirkliche Untertöne. Er sieht Parallelen zu Jirō Taniguchi, im Speziellen Der spazierende Mann, aber auch Charles Laughtons Die Nacht des Jägers. Für Martin Jurgeit im Magazin Comix„spiegeln sich im stringenten Erzählrhythmus und Zeichenstil die Manga-Wurzeln von Olivia Vieweg deutlich wieder“.
Sowohl Fischer-Zernin als auch Hammelehen sind von der von Vieweg und Korth in Rottönen gehaltenen Kolorierung, respektive deren „sommerliche Stimmung“ eingenommen. Auch Neubauer lobt die erdfarbenen Bilder.
Ein Bericht über Autorin und Werk wurde im Juli 2013 im Thüringen Journal des MDR ausgestrahlt. Auf 3sat wurde Huck Finn als „Kulturzeit-Kinderbuchtipp“ im August 2013 vorgestellt.

## Ausgaben
- Huck Finn. Die Graphic Novel (= Suhrkamp-Taschenbuch. Band 4429). 1. Auflage. Suhrkamp Verlag, Berlin 2013, ISBN 978-3-518-46429-8.
- Huck Finn. Die Graphic Novel. 1. Auflage. Suhrkamp Verlag, Berlin 2013, ISBN 978-3-518-73184-0 (elektronische Ressource).
- Huck Finn. La novela gráfica. 1. Auflage. Impedimenta, Madrid 2014, ISBN 978-84-15979-26-5.